# Керимов, Валех Сейфулла оглы
Керимов Валех Сейфулла оглы (род. 20 марта 1944, Миане, Восточный Азербайджан) — Азербайджанский актер, Народный артист Азербайджанской Республики (2000).

## Жизнь и деятельность
Валех Керимов родился 20 марта 1944 года в Мияне, провинция Восточный Азербайджан, Иран. В 1969 году, окончив факультет актера драмы и кино Азербайджанского государственного художественного института имени М. А. Алиева, он навсегда связал свою актерскую карьеру с Сумгаитским театром. Он создал в этом театре около 70 персонажей и в качестве режиссёра поставил несколько спектаклей.
С 1990 года является членом Союза театральных деятелей Азербайджана. С 2015 года работает актером и режиссером Гянджинского государственного драматического театра. В марте 2023 года начал работать в Мингячевирском государственном драматическом театре актером и режиссером-постановщиком.

## Семья
Он брат Логмана Керимова. Его жена Зохра Байрам кызы Керимова была директором детского сада № 20 «Радуга» города Сумгаит, она умерла 30 мая 2016 года.

## Награды
- Заслуженный артист Азербайджанской ССР — 1990 г.
- «Народный артист Азербайджанской Республики» — 2000 г.
- Награда Президента Азербайджана — 2000 г.
- Почётная грамота Министерства культуры Азербайджана — 2004 г.[4]
- медаль «Вагиф Самедоглу» — 4 июня 2020 г.[5]
- Персональная пенсия Президента Азербайджанской Республики — 1 апреля 2005 г.[6]

## Главные роли

### Сумгаитский государственный драматический театр
Сыгранные роли
- Мсье Жордан и дервиш Мастали шах (М. Ф. Ахундов) — гость
- Севиль (Дж. Джаббарлы) — Балаш
- Ты помнишь? (А.Мамедов) — Заур
- Несчастье Фахреддина (Н. Б. Вазиров) — Фахреддин
- Свадьба (С. Рахман) — Сурхай
- Насреддин (Ю. Азимзаде) — Насреддин
- Эльбрус женится (Г. Хугаев) — Эльбрус; Альбадам
- Ульвия (Р. Исмаилов) — Древняя
- Жадный (С. С. Ахундов) — Хаджи-Мурат
- Комсомольская поэма (И. Джошгун) — Герай бек
- Логова Скейпа (Мольер) — Сильвестр
- Дамоклов меч (Н. Хикмет) — комиссар
- Адамын адамы (Анар) — Ибиш Ибишли
- Маскарад (М. Лермонтов) — Дух
- Верная Сария (Дж. Джаббарлы) — Мухаррам
- Ревизор (Н. Гоголь) — Хлестаков
- Министр Ленкоранского хана (М. Ф. Ахундов) — министр
- Счастливое кольцо (В. Самадоглу) — Мошу
- Муж на одну ночь (Р. Н. Гунтакин) — Хильми
- Гамлет (монопьеса; У. Шекспир) — Гамлет
- Муравьиное гнездо (А. Кияс) — Гафар
- Мой белый голубь (Т. Валиева) — солдат

Поставленные спектакли
- Жадный (С. С. Ахундов) — 10.02.1974/25.04.1993
- Давайте будем родственниками (И. Маликзаде) — 08.12.1997
- Волшебный платок (К. Гасанов) — 22.03.2000
- Лотерея (М. Мояме) — 04.02.2003.

## Фильмография
Хочу понять (фильм, 1980) — роль: участник встречи
Путёвка в Багдад (фильм, 2000) — роль: Эмигрант
Тыква (фильм, 2007)
Обручальное кольцо (фильм, 1991) — Мошу Гоязанлы
Давай будем родственниками (фильм, 2001)
Национальная бомба (фильм, 2004) — роль: отец Мухаммеда
У каждого своя доля (фильм, 2006) — роль: Сейфи
Я твой дядя (фильм, 2001)
Окно (фильм, 1991)
Между землей и небом (фильм, 1999)
100 бумаг (фильм, 2015)
Мертвые 21 век (фильм, 2016)
Кольцо удачи 2 (фильм, 2017)